# Unión Deportiva Vecindario
La Unión Deportiva Vecindario è una squadra di calcio spagnola con sede a Vecindario, nel comune di Santa Lucía de Tirajana, nell'isola di Gran Canaria.

## Storia
Il club nacque nel 1962 e ha da sempre militato in divisioni inferiori fino al debutto in Segunda B (la terza serie) nella stagione 2000-2001.
Nel 2005-2006 conquista la prima storica promozione in Segunda División, ottenuta in seguito alla disputa dei play-off grazie al quarto posto in campionato.
Il 3 settembre 2006 vinse la sua prima partita in Segunda División sconfiggendo 4-2 il Castellón, salvo poi retrocedere al termine della stagione.
Alla fine della stagione 2014-2015 annuncia lo scioglimento a causa dei debiti accumulati per poi venire rifondata il 6 maggio 2021

## Stadio
Il campo di gioco del Vecindario è il Municipal de Vecindario con 4.500 posti. Il Municipal è il primo stadio spagnolo in erba artificiale omologato dalla RFEF e dalla LFP per ospitare partite di campionato.

## Storia nella Liga
- Stagioni in Primera División: 0
- Stagioni in Segunda División: 1
- Stagione in Segunda División B: 7
- Stagioni in Tercera División: 12

## Palmarès

### Competizioni nazionali
- Tercera División: 1

2002-2003
- 2005-06: Promozione in Segunda División

### Competizioni regionali
- Insular Preferente de Las Palmas: 1

1988-1989

### Altri piazzamenti
- Tercera División:

Terzo posto: 1999-2000